# تيم نيلسون
تيم نيلسون (بالإنجليزية: Tim Nelson)‏ هو لاعب اللاكروس أمريكي، ولد في 1963.
1. ↑   https://cuse.com/sports/2018/4/12/all-americans%20mens%20lacrosse. اطلع عليه بتاريخ 2024-01-01. {{استشهاد ويب}}: |url= بحاجة لعنوان (مساعدة) والوسيط |title= غير موجود أو فارغ (من ويكي بيانات) (مساعدة)